# Lino textil
El lino textil es la fibra de la planta de lino, Linum usitatissimum, con la que se producen hilos y tejidos para fabricar ropa. La planta también se conoce como flax, flaz común o linseed, aunque su nombre científico es Linum usitatissimum, de la familia Linaceae. El trabajo que se requiere para transformar la planta en telas de lino es muy arduo pero la ropa hecha con ese material puede absorber hasta 20% de agua sin que se sienta húmedo, por estar compuesto primariamente por celulosa. Son ropas muy frescas, porque absorbe muy bien el calor. Es higroscópico, es decir, absorbe bien el sudor sin adherirse al cuerpo y evapora el agua rápidamente, lo que hace sentir como una prenda fresca. Es más fuerte que el algodón, pero no es elástico, lo que hace que se rompa en lugares donde está  doblado y que se arrugue con facilidad. Este material no permite que crezcan bacterias, por lo que sirve para hacer el interior de los calzados. Es un material preferido para hacer pinturas por su dureza y durabilidad.

## Historia

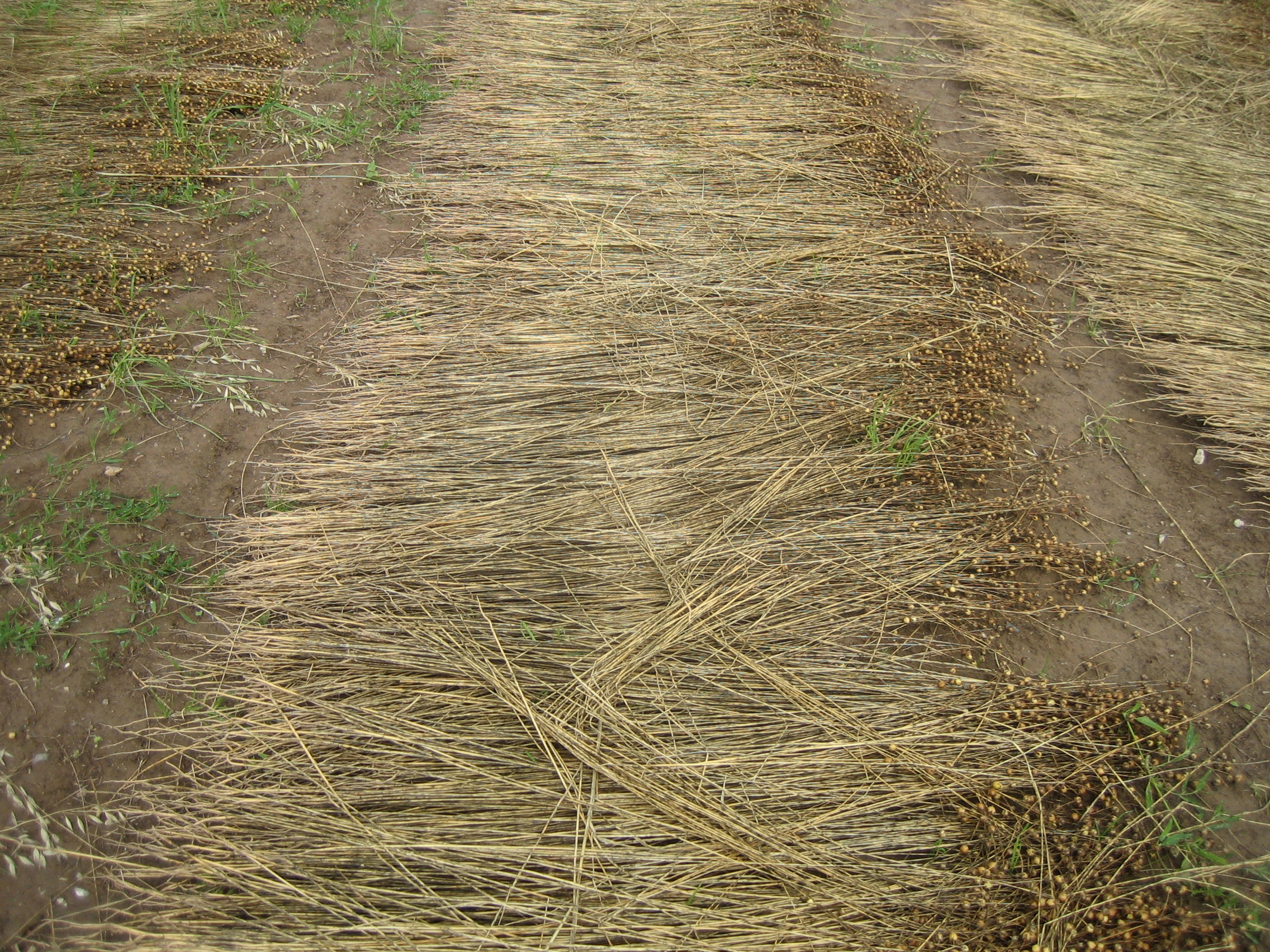
Lino puro.

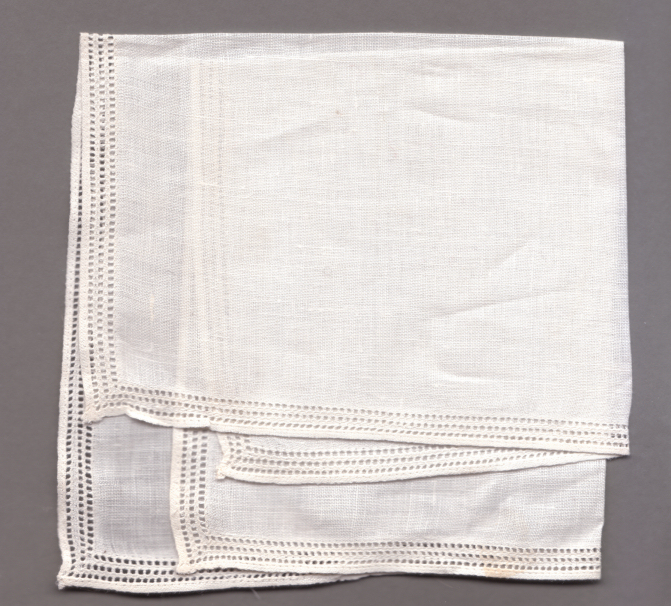
Pañuelo hecho de lino.

Es la primera fibra vegetal que tuvo aceptación en la industria textil. 
Nahal Hemar, emplazamiento del Neolítico precerámico, cuenta con los primeros vestigios que se conocen en la fabricación de tejidos, concretamente el lino, alrededor del año 7500 a. C. Se puede atestiguar también en Çatalhöyük, en la actual Turquía, hacia el 7000 a. C. El cultivo de la planta se remonta a Egipto hasta el siglo IV a. C. Las momias egipcias solían estar envueltas en tejidos de lino. 

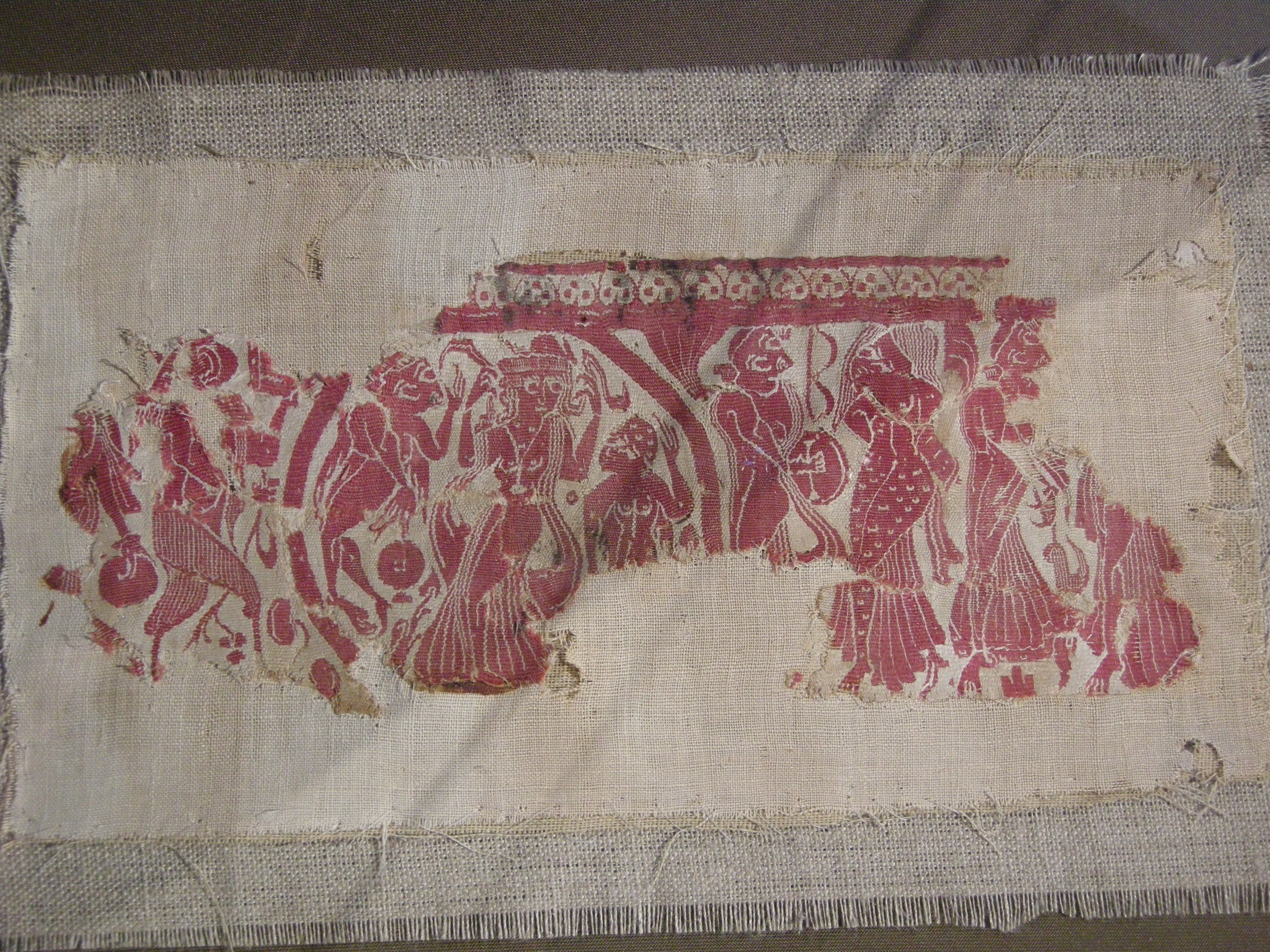
Textil copto de lino, Museo copto del Cairo

Una prueba de que en Europa se conocía el cultivo de lino desde tiempos muy remotos está en el hallazgo de lienzos de lino en las casas lacustres del Bodensee. Antes de conocer el algodón y hasta el siglo XVIII, era el lino en Europa la fibra textil más importante después de la lana. Los gremios tejedores de lino alcanzaron, después de la fundación de las ciudades alemanas, extraordinario auge y poder.

## Preparación para la hilatura
Antes de que las fibras de lino se puedan hilar, deben separarse del resto del tallo. El primer paso en este proceso se llama enriado. 

### Vestir el lino
Vestir el lino es el término dado a la eliminación de la paja de las fibras.

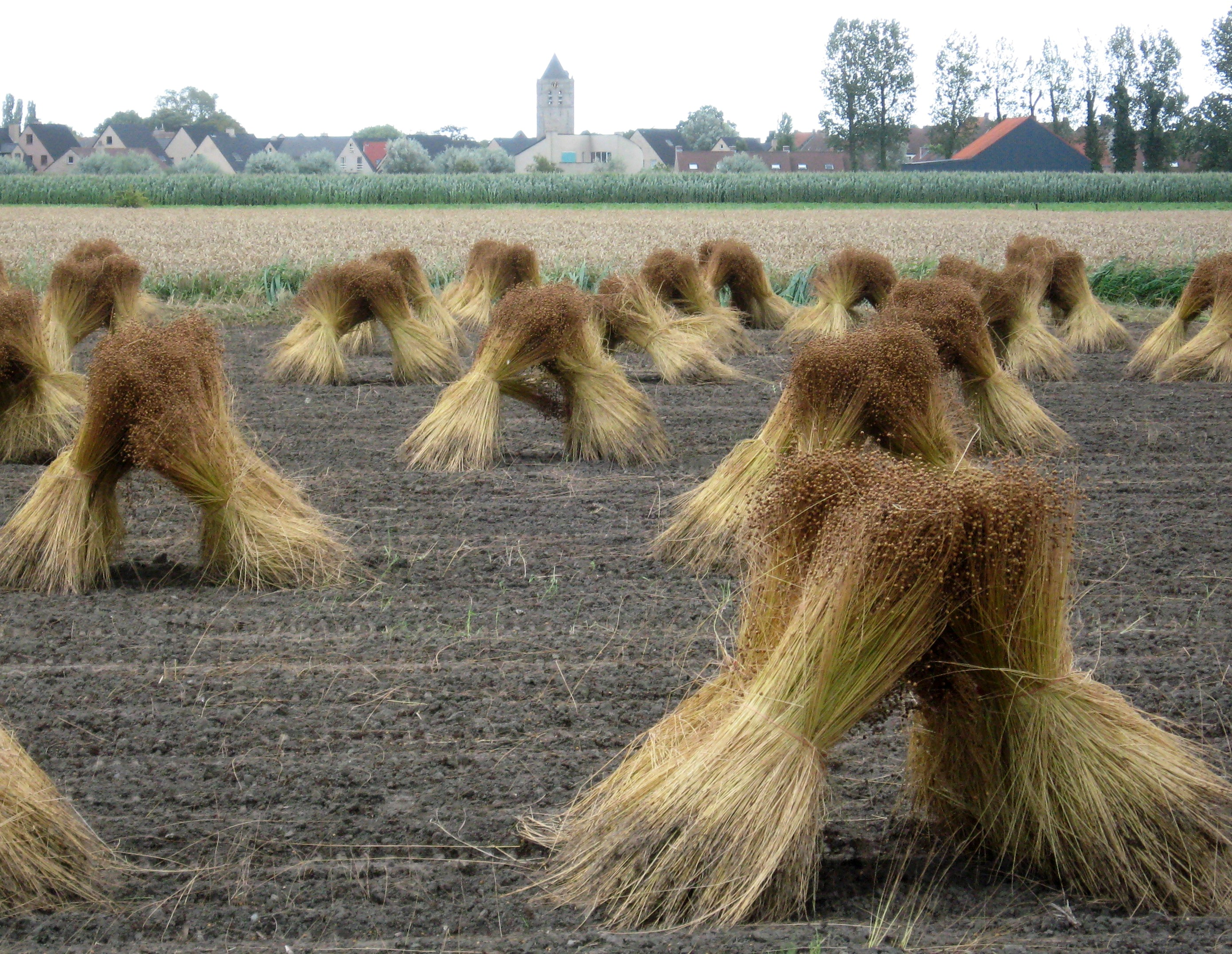
Lino empacado y listo para ser procesado.

## Características

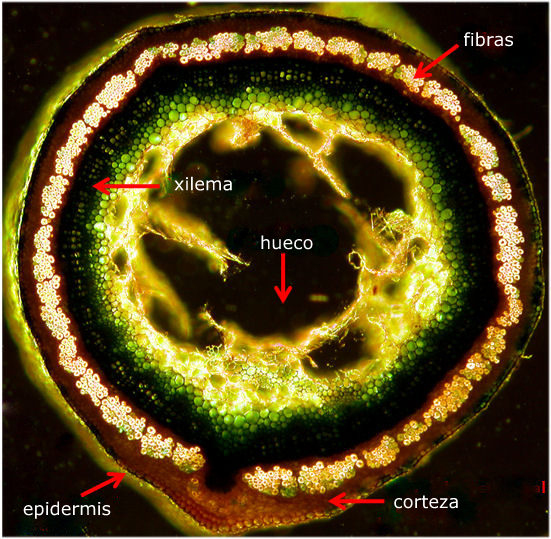
Linum usitatissimum: corte transversal de un tallo, con componentes.

La fibra cruda preparada para hilar, según su procedencia y clases de enriado, tiene un color blanquecino, rubio, tostado o gris claro acerado. El lino, al igual que el algodón, se compone principalmente de celulosa. Es capaz de absorber hasta un 20% de agua, sin que por ello llegue a adquirir un tacto húmedo. La resistencia a la rotura de la fibra de lino es casi doble que la del algodón. En fibras de primera clase es aún más elevada la resistencia a la rotura. Es característica de los tejidos de lino cierta sensación de frescura que se explica fácilmente teniendo en cuenta que esta fibra es buena conductora de calor. Tal circunstancia hace que el lino sea especialmente indicado para ropas veraniegas.

## Decoración textil con lino
La decoración con lino resulta ser uno de los aciertos que se mantienen a la vanguardia en los distintos estilos, ya que es muy versátil y permite obtener resultados excelentes en la decoración del hogar.
El lino en la decoración juega un rol indispensable, pues no solo es altamente resistente, sino que cuenta con una serie de características que lo posicionan como un material privilegiado. 
Este textil de lino ha sido usado desde la antigüedad y era conocido como el tejido de los nobles; por su excelente composición que proporcionaba elegancia y distinción. Aun en la actualidad sigue siendo empleado para la creación de piezas hermosas y duraderas.

## Las mujeres y la producción de lino
En el País Vasco, las labores del proceso completo para obtener la fibra del lino eran trabajos propios de las mujeres y los llevaban a cabo en comunidad vecinal tal como se recoge en testimonios de diferentes territorios. Ellas preparaban la tierra, la abonaban, sembraban el lino, o escardaban, lo recogían, lo convertían en tela, realizaban piezas, e incluso comercializaban con las prendas de lino.

## Museos del lino
- Museo del lino de Peñaparda, Salamanca.[7]
- Museo del lino de Zas, Galicia.[8]
- Museo del lino en YouTube., Pescarolo ed Uniti.
- Proceso completo de elaboración de prendas de lino en el Museo Etnográfico de Artziniega.[9]